# Tahar Missoum
 Tahar Missoum est un homme politique algérien.

## Biographie
Il se fait connaître en 2010 pour avoir publié des enregistrements et vidéos mettant en cause des personnalités du régime en place, et de l'administration publique. Élu député lors des élections législatives de 2012, il est surnommé « spécifique » pour le buzz suscité par ses déclarations au cours desquelles il répète cet adjectif. En 2016, pour ses propos injurieux envers des responsables politiques, il est interdit de prendre la parole pendant six séances. Il a ainsi comparé le ministre de l'Industrie Abdeslam Bouchouareb aux « enfants de harkis » et s'en prend au ministre de la Justice Tayeb Louh qu'il accuse d'avoir acquis des bracelets électroniques défectueux. En réaction, il lance une chaîne YouTube.
L'office du lait met fin au ravitaillement de sa laiterie en 2016 pour insalubrité.
Sa candidature aux élections législatives de 2017 est invalidée du fait de condamnations relatives à sa laiterie. Sa candidature est également rejetée lors de l'élection présidentielle de 2019.
Le 6 mai 2021, il est condamné à deux ans de prison pour « incitation de citoyens à l’attroupement non armé » et d'« atteinte à la personne du président de la République » pour son live sur Facebook où il s'en prend au président Abdelmadjid Tebboune, et dénonce une corruption à grande échelle
En 2023, il est jugé pour blanchiment d'argent, pour avoir échangé sa laiterie avec des entreprises situées en France appartenant à Mahieddine Tahkout. Il écope de deux ans de prison en première instance et la peine est confirmée en appel en 2023,,,.